# Замятин, Юрий Петрович
Ю́рий Петро́вич Замя́тин (18 июня 1932 — 23 декабря 2013, Санкт-Петербург) — советский и российский борец, тренер. Чемпион СССР по вольной борьбе, чемпион 1-й Спартакиады народов СССР (1956). Мастер спорта СССР (1957). Судья международной категории. Кандидат педагогических наук, профессор.

## Образование
- ГДОИФК им. П. Ф. Лесгафта (Физическая культура и спорт) (окончил в 1956)[2].
- Кандидат педагогических наук (1972). Тема диссертации: «Направленное развитие вестибулярного анализатора в процессе тренировки юных борцов»[2].

## Биография
Ученик Виктора Корнилова. Чемпион СССР по вольной борьбе, чемпион 1-й Спартакиады народов СССР (1956). Мастер спорта СССР. Представлял общество «Буревестник».
После окончания спортивной карьеры начал работу тренера и педагогическую деятельность в ГДОИФК им. П. Ф. Лесгафта. Профессор кафедры теории и методики борьбы. Судья международной категории.

## Награды
- Медаль «За трудовую доблесть»
- Медаль «Ветеран труда»
- Медаль «В память 300-летия Санкт-Петербурга»
- Знак «Почетный работник высшего образования»
- Почетный знак «За заслуги в развитии Олимпийского движения в России»[2]

## Приз имени Ю. П. Замятина
26 декабря 2010 года в физкультурно-оздоровительном комплексе «Московский» в Санкт-Петербурге прошёл турнир, посвященный победителям 1-й Спартакиады народов СССР 1956 года. В турнире приняли участие юноши 1991—1994 годов рождения, сильнейшие спортсмены Санкт-Петербурга и Ленинградской области. Победитель в весовой категории до 55 кг получил приз имени Ю. П. Замятина.

## Цитаты
Владимир Мусатов:
Леmoм 1958 года я участвую в Спартакиаде физкультурных вузов СССР за сборную команду нашего института. Мне трудно было рассчитывать на успех в борьбе с чемпионами и призёрами СССР, достamoчно сказать, что в моём весе боролись такие борцы, как Аксёнов — серебряный призёр СССР, он и выиграл эту Спартакиаду. Но я боролся в команде, коmoрая наводила трепет на все другие команды. Достаточно назвать имена чемпионов и призёров чемпионamoв СССР Юрия Замятина, Юрия Тинькова, А. Колесника, А. Албула, А. Иваницкого. Эmo были мастера высокого класса, они все были моими партнерами, а тренировал всех Юрий Петрович Замятин.

### Публикации Юрия Замятина

#### Учебники
- Замятин Ю. П., Левицкий А. Г., Максимов А. В. и др. Греко-римская борьба: Учебник для высших учебных заведений физической культуры. — М.: Терра-спорт: Олимпия Пресс, 2005.

#### Статьи
- Замятин Ю. П. Зависимость развития двигательных качеств от уровня вестибулярной устойчивости // Спортивная борьба. — М.: Физкультура и спорт, 1977. — С. 50-51.
- Замятин Ю. П., Романов Б. Ф., Тараканов Б. И. Факторная структура физической подготовленности борцов вольного стиля // Спортивная борьба: Ежегодник. — М.: Физкультура и спорт, 1981. — С. 11-12.
- Замятин Ю. П., Пойманов В. П. Направленное обучение борцов самостоятельному управлению нагрузкой в тренировке по частоте сокращений сердца // Теория и практика физической культуры. — 1981. — № 12. — С. 19-20.
- Замятин Ю. П., Романов Б. Ф., Тараканов Б. И. Взаимосвязь физической подготовленности с техническим мастерством борцов-вольников // Спортивная борьба: Ежегодник. — М., 1982. — С. 71-74.
- Замятин Ю. П., Гылыжов Б. А. Традиции и новаторство в национальной борьбе // Актуальные проблемы развития физической культуры и спорта: Сборник тезисов Республиканской научно-практической конференции / Госкомспорт. — Ашхабад, 1991. — С. 3-4.

### О Юрии Замятине
- Кругликов Александр. Вся жизнь в борьбе // Городовой. — 13 мая 2005 года.